# Odivelas (Ferreira do Alentejo)
Odivelas ist ein Ort und eine Gemeinde (Freguesia) im Baixo Alentejo in Portugal. Der Ort gehört zum Landkreis von Ferreira do Alentejo und hat eine Fläche von 110,1 km² mit 473 Einwohnern (Stand 19. April 2021). Dies ergibt eine Bevölkerungsdichte von 4,3 Einw./km².

## Geschichte
Zu Zeiten der römischen Provinz Lusitania querte eine Römerstraße des Antoninus Pius die heutige Gemeinde. Aus dieser Zeit fand man hier u. a. Keramik, Münzen, Baumaterial, Mosaike und Grabstätten. Der Dominikaner André de Resende (1500–1573), ein Archäologe und Historiker der Antike, fand hier eine römische Distanzsäule (Miliarium), die den hiesigen Verlauf der Römerstraße belegte.
1308 wurde Odivelas erstmals offiziell erwähnt.

## Kultur und Sehenswürdigkeiten
Sehenswert ist neben dem nahegelegenen Stausee von Odivelas auch die historische „Ponte de Odivelas“ über das Flüsschen Ribeira de Odivelas. Die von 1816 bis 1826 erbaute steinerne Brücke orientiert sich an der römischen Brücken-Architektur und steht unter Denkmalschutz. Ebenfalls sehenswert ist die Gemeindekirche Igreja Paroquial de Santo Estevão am Rande des Ortes.